# Петонди, Фома Иванович
Фома́ Ива́нович Пето́нди (1797, Орёл — 13 июля (26 июля) 1874, Казань) — русский архитектор, построивший ряд зданий в городах Орле и Казани.

## Образование
Родился в Орле в 1797 году. Отец, Иван Осипович Петонди — архитектор, выходец из Тессинского кантона итальянской Швейцарии (род. 13.9.1765, Castel San Pietro, Ticino, Switzerland), урождённый итал. Giovanni Battista Petondi, в традициях семейных артелей тессинцев с малолетства начал учить сына архитектуре. В 13 лет обучение было переведено на академическую основу — Фома стал учеником Архитекторской школы Экспедиции Кремлёвского строения. Проучился Фома всего два года и 5 июня 1812 года был принят там же на службу в качестве помощника архитектора. Во время наполеоновского нашествия Экспедиция эвакуировалась в Ковров и Владимир. В рапорте от 16 октября 1812 года на имя начальника Экспедиции Кремлёвского строения, действительного тайного советника Петра Степановича Валуева, было указано, что «коллежский советник, архитектор Экспедиции Николай Кузьмин направляется из Коврова во Владимир в сопровождении выбранного им среди прочих архитекторского помощника канцеляриста Петонди». В декабре того же года Фома был «уволен означенной Экспедицией в отпуск на 29 дней в Орёл». Этот отпуск был вынужденным, так как его отец был тяжело болен, по-видимому, неизлечимо.

## Первые проекты
Фома унаследовал после отца место орловского губернского архитектора. Начался долгий, длиной в 21 год, орловский период службы Петонди. В феврале 1813 года он уже архитектор, но без чина, в 1815 года получил должность канцеляриста в Орловской строительной комиссии, в 1816 году стал губернским секретарем, 13 марта 1820 года — коллежским секретарем. В том же году начался первый большой собственный самостоятельный проект — строительство каменного здания главного корпуса Орловской духовной семинарии. 2 апреля 1824 года Фома Иванович получил аттестат от действительного статского советника, рязанского гражданского губернатора Николая Ивановича Шредера, бывшего до того губернатором Орла, где отмечаются «ревностная служба и сверхтщательное исполнение своих обязанностей, а также показание совершенного искусства» в своей работе губернским архитектором Петонди. Под его руководством был проведен ремонт и реконструкция губернаторского и вице-губернаторского домов, казённых соляных магазинов и казармы для арестантов, за каковую отличную службу «от щедрот Монарха … всемилостивейше награждён золотыми часами». В 1826 году следует очередное повышение до чина титулярного советника. В конце 1827 года закончено строительство здания семинарии.
Кроме вышеперечисленного, в Орле по проектам Фомы Ивановича строилось здание народного училища, а также, возможно, Троицкий Некрополь (во всяком случае, именно он руководил здесь работами). Ф. И. Петонди работал также по приглашению князя Н. Б. Юсупова в усадьбе Архангельское, возводил парковые павильоны.

## Казанский период
С 11 июня 1834 года Фома Иванович Петонди занял должность казанского губернского архитектора. В этом же году им был выстроен здесь первый дом — для купца Александрова. Следующий год он начал с переоборудования под костёл квартиры местного ксёндза — после поражения Польского восстания в Казани оказалось множество ссыльных поляков католиков. Также он принимал участие в возведении Казанского Богородицкого монастыря и строил по своему проекту новую колокольню в Кизическом монастыре. Одновременно им выполнялось много частных заказов.
К Пасхе 1836 года Ф. И. Петонди получает чин коллежского асессора, в том же году приступает к строительству здания городской думы, а также городских усадеб Е. А. Боратынского и своей собственной. Последняя не уцелела, её план хранится в архиве Казанской губернской комиссии. Летом того же года умерла и была похоронена на кладбище Кизического монастыря его мать — Елизавета Филипповна Петонди. С 1837 года Ф. И. Петонди — главный архитектор строительства казанского Родионовского института благородных девиц. В 1838 году ему присвоили титул потомственного российского дворянина. В 1841 году по окончании строительства комплекса Родионовского института Фома Иванович награждается орденом св. Владимира IV степени. Тогда же началось расширение Благовещенского собора казанского кремля. В 1842 году заложен первый камень в фундамент здания гостиницы «Казань» (угол улиц Чернышевского и Мусы Джалиля, ныне (2008) идёт его реставрация).
В 1843 году архитектору присвоен чин надворного советника, он получает много частных заказов, ведёт работы по расширению Благовещенского монастыря.

## Незаслуженные обвинения
В 1844 году Ф. И. Петонди был обвинён в допущении технических погрешностей при возведении Родионовского института. Против него возбудили дело, лишили должности, чинов, орденов и пенсии, после чего в течение 10 лет он добивался правды в Санкт-Петербурге, временно поселившись там, чтобы лично следить за ходом процесса. В это время в его казанской усадьбе в 1846/1847 учебном году снимали четыре комнаты студенты Казанского университета братья Толстые, среди которых был и будущий писатель Лев Толстой.

## Реабилитация, последние годы
В 1854 году Фома Иванович был полностью реабилитирован. По возвращении в Казань он какое-то время продолжал служить в строительной комиссии, но уже рядовым архитектором. В 1859 году он продает свой дом Н. Г. Осокину, в 1860-м — уходит на пенсию. 
Умер Фома Иванович Петонди в Казани 13 (25) июля 1874 года. Похоронили его на православном Арском кладбище. Там же похоронена и его жена Надежда Николаевна.

## Наследие Ф. И. Петонди
На данный момент (2008) в Казани сохранились следующие здания, возведённые по проектам Ф. И. Петонди:
- 1830-е — дом Панаева (ул. Горького, 12)
- 1836 — дом Колокольникова (ул. Свердлова, 11); (снесён, ныне там располагается ТЦ Кольцо)
- 1836—1837 — дом Жаркова (ул. Баумана, 42)
- 1836 — дом Боратынского (ул. Горького, 25)
- 1837 — дом Дротаевского (ул. К. Маркса, 56)
- 1838—1841 — комплекс Родионовского института (ул. Толстого, 14)
- 1839 — дом Геркен (ул. Жуковского, 5)
- 1840 — дом Пиюкова (ул. Малая Красная, 12)
- 1840-е — Доходный дом Иванова (ул. Баумана, 40)
- 1841—1845 — дом Мельникова (ныне гостиница «Казанское подворье», ул. Баумана, 9)
- 1844 — колокольня церкви Ярославских чудотворцев (Арское кладбище)

В 1842–1844 годах по проекту архитектора был перестроен Цивильский Троицкий собор. По проекту Ф.И. Петонди в Чебоксарах в 1859 году была выстроена надвратная шатровая колокольня Троицкого мужского монастыря (снесена в 1928 году, восстановлена в 1995 году).

## Прочее
В 1876 году, после смерти архитектора, при Казанской Мариинской женской гимназии была учреждена стипендия надворного советника Фомы Ивановича Петонди.